# 塩谷 (村上市)
塩谷（しおや）は、新潟県村上市の地名。荒川河口に位置しており、北前船の寄港地として栄えた湊町のまちなみが残っている。

## 概要
対岸の海老江、桃崎浜とともに荒川三湊と呼ばれた塩谷港を持ち、近世には海運や漁業のほか、醤油・味噌などの醸造業が盛んであった。
江戸時代中期に現在の場所に移転した際に形成されたまちなみが残されており、街道（浜通り）沿いには妻入りの建物が並ぶ。多くの家で焼印（家印）が残っており、軒先などに掲げられている。
2004年に住民らによる「塩谷活性化推進協議会」が設立され、展望台の整備や町屋散策ツアーの定期開催といった取り組みや、各家の窓への「ささら戸」の取り付けなど町並み保全活動が行われている。

### 主な施設
- 野澤食品工業 - 登録有形文化財：店舗兼主屋[8]
- 旧野澤豊五郎醸造 - 登録有形文化財：前蔵、下蔵および醤油蔵[9][10][11]
  - 醤油蔵は「マルマス蔵」と呼ばれ、内部を改装して地元の芸能発表会や映画ロケなどで使われている[12]。
- 野澤家住宅 - 登録有形文化財：主屋[13]
- 瀬賀惣一郎商店 - 登録有形文化財：店舗兼主屋、倉庫[14][15]

### イベント
- 塩谷大祭（9月） - 塩竈神社の例祭。

## 交通
- JR羽越本線 平林駅から西へ3 - 4 km
- 新潟交通観光バス 村上営業所－安良町・塩谷－小岩内 線 ※本数僅か
- 荒川・神林地区のりあいタクシー[16]
- 神林地区通院対応のりあいタクシー[16]